# 胴着
胴着（どうぎ）とは、上着と下着との間に着用する衣服のこと。
和服では長着の下、襦袢の上に着る綿入れ。洋服ではジャケットなどの上着の下、シャツなどの下着の上に着用するベストなどが該当する。衣服は大きく上着と下着とに分類されるが、胴着は元来、屋外や冬などの寒さに対して、さらに防寒や保温を目的として着用する衣服。セーターやフリース、スウェットなども該当する。登山などでは、レインウェアなどを雨風を防ぐ上着とし、Tシャツなどを下着に用いるが、必要に応じてフリースなどが、上着と下着の間に着用される。